# Паханг
Паханг е щат на Малайзия. Населението му е 1 500 817 жители (по преброяване от 2010 г.), а има площ от 35 840 кв. км. Административен център е град Куантан. Телефонните му кодове са 09, 05 и 03, а МПС кодът C. Щатът е разделен на 11 административни района. Мнозинството от населението са малайци – 1 000 000, китайци – 233 000, индийци – 68 500, 13 700 други и 68 000 други, които не са граждани. Основният икономически отрасъл е туризмът.